# Cratere Guir
Guir  è un cratere sulla superficie di Marte.